# Чеві Чейз
Чеві Чейз (англ. Chevy Chase, ім'я при народженні Корнеліус Крейн Чейз (англ. Cornelius Crane Chase), народився 8 жовтня 1943, Вудсток, штат Нью-Йорк, США) — американський актор, що знімається переважно в ексцентричних кінокомедіях. Найбільшу популярність набув у фільмах 1980-х — середини 90-х років минулого століття.

## Біографія
Чеві Чейз народився 8 жовтня 1943 у Вудстоку (штат Нью-Йорк) у родині книжкового редактора. У кіно з 25 років, дебют у ролі пішохода у фільмі — «Ідіть. Стійте». Знімається переважно в ролях ексцентричного плану. Грубуватий, на межі вульгарності гумор, міміка обличчя і експромти в діалогах — фірмовий знак актора. Найбільш відомі фільми, що принесли популярність акторові: «Брудна гра», «Канікули», дилогія «Флетч», «Забавна ферма», «Шпигуни як ми», «Три аміго», «Відвали!», «Спогади людини-невидимки», «Хто в домі господар».

## Фільмографія

### Актор
| Рік       |    | Українська назва                  | Оригінальна назва                        | Роль                                    |
| --------- | -- | --------------------------------- | ---------------------------------------- | --------------------------------------- |
| 1968      | кф | Гуляти... не гуляти               | Walk... Don't Walk                       | пішохід                                 |
| 1971      | с  | Машина великої американської мрії | The Great American Dream Machine         |                                         |
| 1974      | тф | Енергетична криза                 | Energy Crisis                            | стрікер                                 |
| 1974      | ф  | Квадратний ящик                   | The Groove Tube                          | різні ролі                              |
| 1975—2007 | с  | Суботнього вечора у прямому ефірі | Saturday Night Live                      | різні ролі                              |
| 1978      | ф  | Брудна гра                        | Foul Play                                | Тоні Карлсон                            |
| 1980      | ф  | Божественний пес                  | Oh Heavenly Dog                          | Браунінг                                |
| 1980      | ф  | Гольф-клуб                        | Caddyshack                               | Тай Вебб                                |
| 1980      | ф  | Як у старі добрі часи             | Seems Like Old Times                     | Ніколас Гарденія                        |
| 1981      | ф  | Під веселкою                      | Under the Rainbow                        | Брюс Торп                               |
| 1981      | ф  | Сучасні проблеми                  | Modern Problems                          | Макс Філдер                             |
| 1983      | ф  | Канікули                          | Vacation                                 | Кларк Грізволд                          |
| 1983      | ф  | Угода століття                    | Deal of the Century                      | Едді Манц                               |
| 1985      | ф  | Флетч                             | Fletch                                   | Ірвін «Флетч» Флетчер                   |
| 1985      | ф  | Європейські канікули              | European Vacation                        | Кларк Грізволд                          |
| 1985      | ф  | Слідуй за цим птахом              | Sesame Street Presents: Follow that Bird | коментатор                              |
| 1985      | ф  | Шпигуни, як ми                    | Spies Like Us                            | Еммет Фітц-Юм                           |
| 1986      | ф  | Три аміго                         | ¡Three Amigos!                           | Дасті Боттомс                           |
| 1988      | ф  | Подорож кушеткою                  | The Couch Trip                           | Батько Кондом                           |
| 1988      | ф  | Кумедна ферма                     | Funny Farm                               | Енді Фермер                             |
| 1988      | ф  | Гольф-клуб 2                      | Caddyshack II                            | Тай Вебб                                |
| 1989      | ф  | Флетч живий                       | Fletch Lives                             | Ірвін «Флетч» Флетчер                   |
| 1989      | ф  | Різдвяні канікули                 | Christmas Vacation                       | Кларк Грізволд                          |
| 1991      | ф  | Лос-Анджельська історія           | L.A. Story                               | Карло Крістофер                         |
| 1991      | ф  | Одні неприємності                 | Nothing But Trouble                      | Кріс Торн                               |
| 1992      | ф  | Спогади людини-невидимки          | Memoirs of an Invisible Man              | Нік Голловей                            |
| 1992      | ф  | Герой                             | Hero                                     | Дік, директор каналу                    |
| 1993      | ф  | Останній кіногерой                | Last Action Hero                         | Чеві Чейз                               |
| 1994      | ф  | Фараони та Робберсони             | Cops and Robbersons                      | Норман Робберсон                        |
| 1995      | ф  | Хто в домі господар               | Man of the House                         | Джек Стерджесс                          |
| 1995      | с  | Шоу Ларрі Сандерса                | The Larry Sanders Show                   | Чеві Чейз                               |
| 1997      | с  | Няня                              | The Nanny                                | Чеві Чейз                               |
| 1997      | ф  | Канікули у Вегасі                 | Vegas Vacation                           | Кларк Грізволд                          |
| 1998      | ф  | Брудна робота                     | Dirty Work                               | доктор Фартінг                          |
| 2000      | ф  | Сніговий день                     | Snow Day                                 | Том Брендстон                           |
| 2000      | мф | Піт це Піца                       | Pete's a Pizza                           | оповідач                                |
| 2000      | кф |                                   | The One Arm Bandit                       | поліцейський / друга людина з портфелем |
| 2001      | кф | Еллі Паркер                       | Ellie Parker                             | Денніс                                  |
| 2002      | ф  | Країна чудіїв                     | Orange County                            | директор Гарберт                        |
| 2002      | тф | Найстрашніші американські речі    | America's Most Terrible Things           | Енді Поттс                              |
| 2003      | с  | Свобода: Історія про нас          | Freedom: A History of Us                 | різні ролі                              |
| 2003      | ф  | Вакуум                            | Vacuums                                  | містер Панч                             |
| 2004      | ф  | Чоловік напрокат                  | Mariti in affitto                        | Пол Пармезан                            |
| 2004      | ф  | Погане м'ясо                      | Bad Meat                                 | конгресмен Бернард П. Грилі             |
| 2005      | ф  | Еллі Паркер                       | Ellie Parker                             | Денніс Швартцбаум                       |
| 2005      | тф | Пес — каратист                    | The Karate Dog                           | Чо Чо                                   |
| 2006      | мф | Дугал                             | Doogal                                   | Поїзд                                   |
| 2006      | ф  | Пригоди чарівного гусака          | Goose on the Loose                       | Конгрев Меддокс                         |
| 2006      | ф  | Шалені гроші                      | Funny Money                              | Генрі                                   |
| 2006      | ф  | Капітан Зум. Академія супергероїв | Zoom                                     | доктор Грант                            |
| 2006      | тф | Куля агента таємної поліції       | The Secret Policeman's Ball              | генерал Нуйсанс                         |
| 2006      | с  | Закон і порядок                   | Law & Order                              | Мітч Керролл                            |
| 2007      | с  | Брати і сестри                    | Brothers & Sisters                       | Стен Гарріс                             |
| 2007      | мс | Гріфіни                           | Family Guy                               | Кларк Грізволд                          |
| 2007      | кф | Кутласс                           | Cutlass                                  | Стен                                    |
| 2009      | ф  | Зберігай спокій                   | Stay Cool                                | директор Маршал                         |
| 2009      | с  | Допоможіть!                       | Hjalp!                                   | Ден Картер                              |
| 2009      | с  | Чак                               | Chuck                                    | Тер Роарк                               |
| 2009—2014 | с  | Спільнота                         | Community                                | Пірс Гоуторн                            |
| 2010      | кф | Канікули в пекельному готелі      | Hotel Hell Vacation                      | Кларк Грізволд                          |
| 2010      | кф | Президентська злука               | Presidential Reunion                     | Джеральд Форд                           |
| 2010      | ф  | Машина часу в джакузі             | Hot Tub Time Machine                     | ремонтник джакузі часу                  |
| 2010      | ф  | Джек і бобове стебло              | Jack and the Beanstalk                   | генерал Антипод                         |
| 2010      | тф |                                   | Community: Study Break                   | Пірс Гоуторн                            |
| 2011      | ф  | Ще одна комедія                   | Not Another Not Another Movie            | Макс Сторм                              |
| 2011      | с  | Основи студентського гумору       | CollegeHumor Originals                   | Пірс                                    |
| 2012      | мф |                                   | Community: Abed's Master Key             | Пірс Гоуторн                            |
| 2013      | ф  | Перед сном                        | Before I Sleep                           | могильник                               |
| 2014      | ф  | Хворий від любові                 | Lovesick                                 |                                         |
| 2014      | с  | Красуні в Клівленді               | Hot in Cleveland                         | Росс                                    |
| 2014      | ф  | Шелбі: Пес, який врятував Різдво  | Shelby                                   | дідусь Джеффрі                          |
| 2014      | ф  |                                   | Wishin' and Hopin'                       | Дорослий Фелікс                         |
| 2015      | ф  | Машина часу в джакузі 2           | Hot Tub Time Machine 2                   | ремонтник                               |
| 2015      | ф  | Канікули                          | Vacation                                 | Кларк Грізволд                          |

### Сценарист, продюсер
| Рік       |     | Українська назва                          | Оригінальна назва                   | Роль                |
| --------- | --- | ----------------------------------------- | ----------------------------------- | ------------------- |
| 1969      | с   | Розрив між поколіннями                    | The Generation Gap                  | сценарист           |
| 1974      | тф  | Енергетична криза                         | Energy Crisis                       | сценарист           |
| 1975      | с   | Шоу Братів Смотерс                        | The Smothers Brothers Show          | сценарист           |
| 1975—2007 | с   | Суботнього вечора у прямому ефірі         | Saturday Night Live                 | сценарист           |
| 1977      | тф  | Шоу Чеві Чейза                            | The Chevy Chase Show                | сценарист           |
| 1977      | тф  | Спеціальний випуск від Пола Саймона       | The Paul Simon Special              | сценарист           |
| 1979      | тф  | Національний тест на гумор від Чеві Чейза | The Chevy Chase National Humor Test | сценарист           |
| 1985      | в   | Найкраще від Джона Белуші                 | The Best of John Belushi            | сценарист           |
| 1986      | в   | Найкраще від Дена Ейкройда                | The Best of Dan Aykroyd             | сценарист           |
| 1987      | док | Найкраще від Чеві Чейза                   | The Best of Chevy Chase             | сценарист           |
| 1993      | с   | Шоу Чеві Чейза                            | The Chevy Chase Show                | сценарист, продюсер |